# Ladislau I de Polònia
|  | Per a altres significats, vegeu «Ladislau Herman». |

Ladislau I de Polònia (polonès: Władysław I Łokietek)  (Cuiàvia, 3 de març de 1260 ↔ 19 de gener de 1261 - Cracòvia, 2 de març de 1333) anomenat també Ladislau el Nan, de la dinastia Piast, fou el tercer fill de Casimir I de Cuiàvia.

## Biografia
Ladislau va ser el fill de Casimir I de Cuiàvia, el governant d'un dels nombrosos petits principats formats després que el vell regne de Polònia havia estat dividit dos segles abans.
El 1267, Ladislau es fa duc de les regions de Brześć Kujawski i de Dobrzyń nad Wisłą (a Cuiàvia). Massa jove per regnar, és la seva mare, Eufrosina d'Opole, que assegura la regència. De 1275 a 1288, ha de compartir el poder amb els seus germans. Va ser duc de Brześć i de Sieradz (1288-1300), duc de Sandomierz (1289-1292), vassall de Venceslau II de Bohèmia (1292-1300), regent del ducat de Dobrzyń (1293-1295), duc de Łęczyca (1294-1300), duc de Gran Polònia i de Pomerània (1296-1300).
Ladislau va succeir el seu pare el 1275 i va ser elegit pels nobles de la Gran Polònia com el seu príncep el 1296, però, després va transferir la seva lleialtat al rei Venceslau II de Bohèmia, que llavors havia estat coronat rei de Polònia a Gniezno el 1300. Després d'un exili de quatre anys (1300-1304), es fa duc de Wiślica (a partir de 1304) i de nou duc de Sandomierz, Sieradz, Łęczyca i Brześć (a partir de 1305). Ladislau, tractant d'insistir en el seu dret al tron, va anar a Roma i va aconseguir el suport del papa Bonifaci VIII. Després, el 1305, amb l'ajuda hongaresa, va començar una guerra amb Venceslau II. Va ocupar la Petita Polònia el 1305 i la Gran Polònia el 1314, i també va obtenir el control de les zones del nord al llarg de la mar Bàltica, incloent-hi Pomerània i Gdańsk. El 1306, és duc de Cracòvia i senyor feudal dels ducats d'Inowrocław i de Dobrzyń nad Wisłą. De 1306 a 1308/1309, reprèn el control de la Pomerània, i el 1314, de la Gran Polònia. Porta llavors el títol de «Wladislaus Dei va graciar, dux Regni Polonie i dominus Pomerania, Cuiavie, Lancicie tens Siradie» (Ladislau, per la voluntat de Déu, duc del regne de Polònia i senyor de Pomerània, de Cuiàvia, de Łęczyca i de Sieradz).
L'Orde Teutònic, però, van capturar Pomerània el 1308, i, malgrat una gran quantitat de maniobres de Ladislau, va romandre en mans alemanyes. Després d'haver reunit part de les terres poloneses, Ladislau va ser coronat rei de Polònia el 20 de gener de 1320 a Cracòvia. Ladislau es va involucrar en nous conflictes amb els Cavallers Teutònics. El setembre de 1331 va esclatar de nou la guerra entre Polònia i l'Ordre Teutònica, i a la batalla de Płowce el 27 de setembre de 1331, Ladislau va infligir una seriosa derrota als Cavallers.
Al front diplomàtic Ladislau va intentar enfortir la seva amistat amb Hongria, i durant un temps va ser capaç de posar fi a les incursions lituanes a Polònia casant el seu fill amb una filla d'un noble lituà. Quan Ladislau va morir, havia establert una base sòlida per al futur creixement de la nació polonesa.